# 萧山国际机场站
萧山国际机场站是杭州地铁1号线、7号线和19号线的一个换乘站，位于中华人民共和国浙江省杭州市萧山区瓜沥镇杭州萧山国际机场交通中心地下，其中1号线和7号线于2020年12月30日启用，19号线车站于2022年9月22日启用。
从萧山机场出发乘坐19号线前往杭州东站大约需要23分钟，前往西湖文化广场站大约需要30分钟，而前往杭州西站大约需要50分钟。因此，19号线使得萧山机场与杭州市中心之间的往来便利程度有了很大提升。

## 车站结构
萧山国际机场站结构全长535.5米，标准段宽71.4米，最宽段80米。车站总建筑面积113976平方米，设4处地下连接通道、3个出地面出入口和4组风亭。车站为地下三层三岛式车站，1号线、7号线与19号线站台平行布置，设3座岛式站台，其中两座宽度14米、1座宽度12.6米:41。

### 楼层分布
| 1层  | 地面               | B出口                                          |  |  |
| -1层 | 站厅               | 机场交通中心出口、自动售票机、客服中心、卫生间 |  |  |
| -2层 |                    | █ 1号线 终点站 下客站台                        |  |  |
|      | 岛式站台，左侧开门 |                                                |  |  |
|      |                    | █ 1号线 往湘湖（向阳路）                       |  |  |
|      |                    | █ 7号线 往吴山广场（新港）                     |  |  |
|      | 岛式站台，左侧开门 |                                                |  |  |
|      |                    | █ 7号线 往江东二路（永盛路）                   |  |  |
|      |                    | █ 19号线 往火车西站（知行路）                  |  |  |
|      | 岛式站台，左侧开门 |                                                |  |  |
|      |                    | █ 19号线 往永盛路（终点站）                    |  |  |

### 站厅
萧山国际机场站站厅位于地下一层。车站墙柱面采用高级暖灰色为主调，地面采用蓝色调的水磨石材质装饰。车站天花板通过纸飞机的形状体现了“云上的日子”的装修设计理念。
- 站厅
- 1号线站台
- 7号线站台
- 19号线站台
- 大字壁

### 出入口

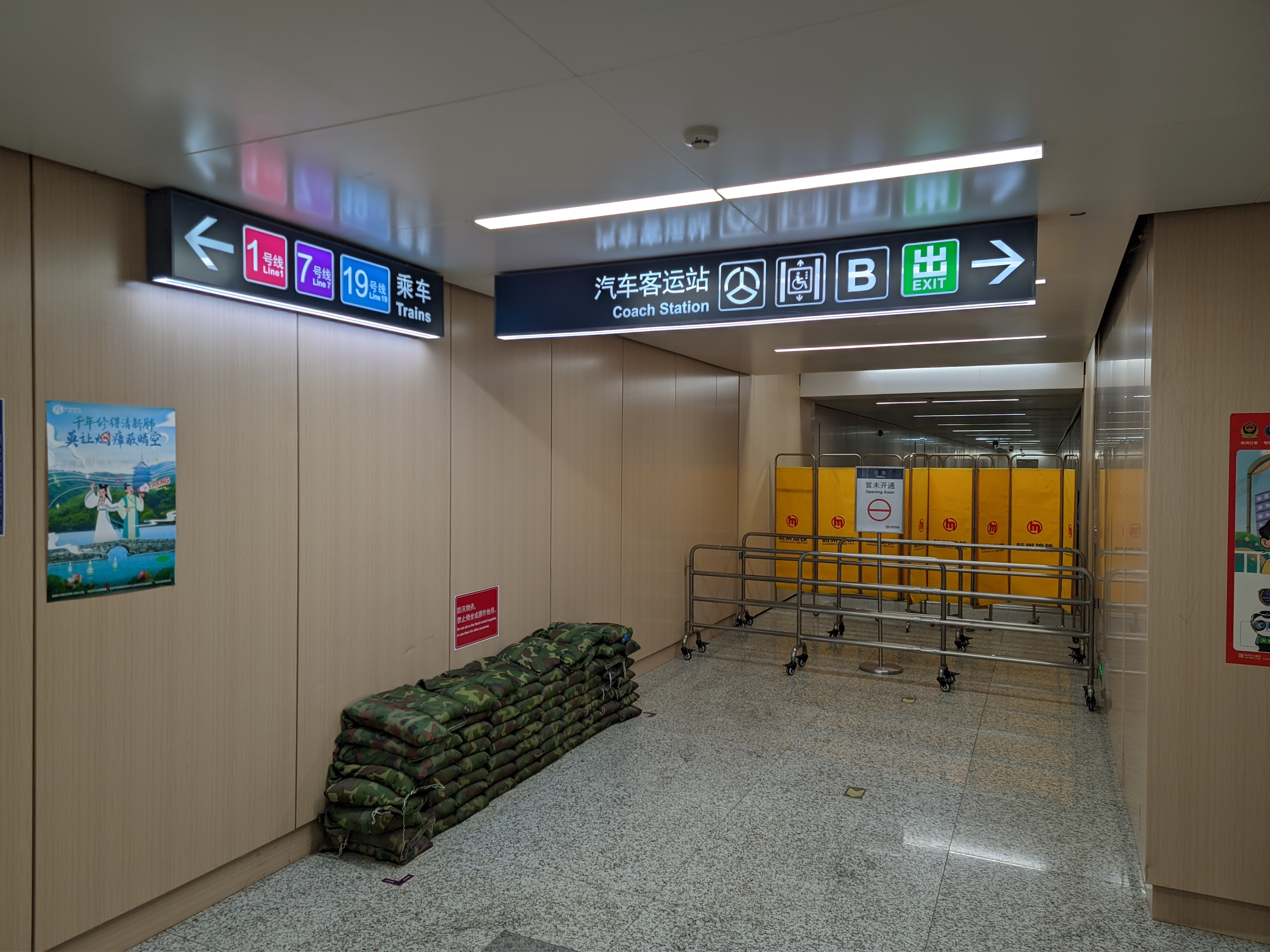
B出口内未开放的空间

萧山国际机场站共有A、B、C三个出入口，初期开放A、C两个出口，B出口随4号航站楼同步启用，目前只开放一部电梯通向汽车客运站。由于航站楼建设时未预留地铁接驳，A、C两个出站口位于3号航站楼前，距离3号航站楼14号门不到100米，步行时间约2-3分钟。2023年8月8日起，本站A、C出入口关闭，前往2号、3号航站楼必须行径机场交通中心。
| 编号          | 出口标识   | 建议前往的目的地                                                               | 图片 |
| ------------- | ---------- | ------------------------------------------------------------------------------ | ---- |
| 出口          | 航站楼     | 航站楼、出租车、旅游车、杭州萧山国际机场凯悦酒店、杭州萧山国际机场凯悦嘉轩酒店 |      |
| B             | 汽车客运站 | 汽车客运站、出租车、旅游车                                                     |      |
| 註： 设有电梯 |            |                                                                                |      |

| 编号 | 出口标识                            | 出口标识                   | 图片 |
| 编号 | 2020年12月30日—2022年9月21日        | 2022年9月22日—2023年8月7日 | 图片 |
| ---- | ----------------------------------- | -------------------------- | ---- |
| A    | 国内航站楼T1、T3 国际、地区航站楼T2 | 2号航站楼 3号航站楼        |      |
| C    | 国内航站楼T1、T3 国际、地区航站楼T2 | 2号航站楼 3号航站楼        |      |

## 历史
- 2017年5月，车站开工[10]。
- 2020年5月24日，车站主体结构完工[4]。

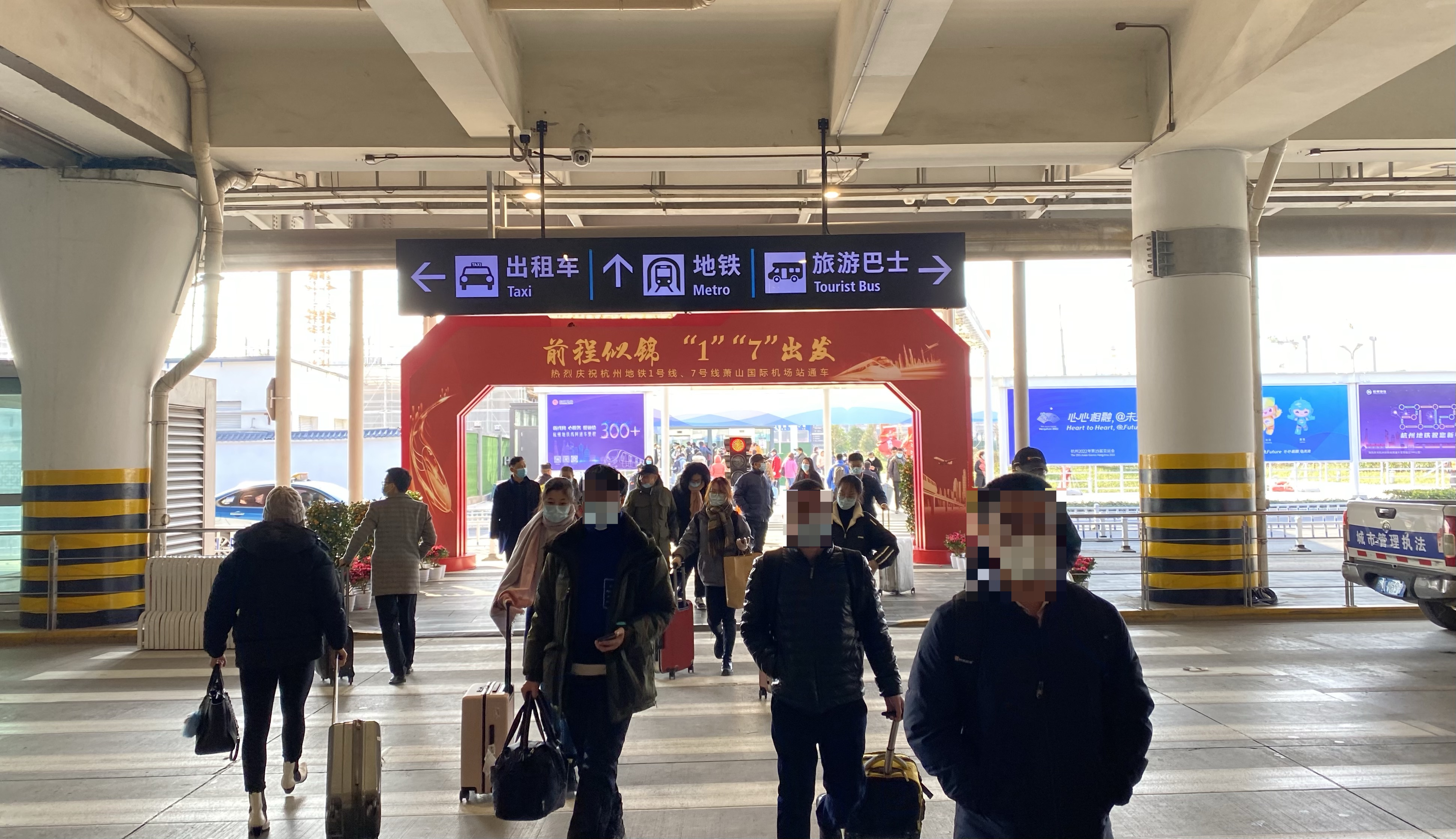
连接地铁A、C出口与机场的人行道

- 2020年12月30日，1號線和7號線開通運營，本站啟用[1]。
- 2022年9月22日，19号线车站启用[2]。
- 2023年8月8日，本站A、C出入口关闭[11]。

## 外部连接
- 杭港地铁 萧山国际机场站
- 萧山国际机场站综合资讯图
- 萧山国际机场站站内空间示意图